# Українська книжка року
«Українська книжка року» — щорічна премія Президента України.
Присуджується указом Президента України до Дня працівників видавництв, поліграфії і книгорозповсюдження з метою відзначення авторів, видавництв та видавничих організацій, які зробили значний внесок у популяризацію української книжки та розвиток вітчизняної видавничої справи.

## Номінації
Щорічно присуджується три премії в таких номінаціях:
1. за видатні досягнення у галузі художньої літератури — книжковому виданню творів класичної або сучасної української прози, поезії, українських перекладів художньої літератури;
2. за вагомий внесок у розвиток українознавства — книжковому виданню творів, які формують знання про Україну, її народ, історію, культуру, науку, довідковому, енциклопедичному, краєзнавчому або картографічному виданню, виданню іншого твору україністики;
3. за сприяння у вихованні підростаючого покоління — книжковому виданню творів дитячої літератури, посібнику або підручнику для дошкільників, учнів чи студентів.

У кожній номінації присуджується одна премія.

## Висунення і вимоги до видань
На здобуття премії висуваються книжкові видання українською мовою, видані в Україні протягом останніх трьох років, але не пізніш як за півроку до їх висунення на здобуття премії.
Видання, висунуті на здобуття премії, мають бути довершені за змістом та видані на високому естетичному, художньому, поліграфічному рівні.
Видання висувається на здобуття премії лише в одній номінації.
Висунення видань на здобуття премії здійснюється авторами (співавторами) виданих творів, видавництвами, видавничими
організаціями, громадськими організаціями, творчими спілками, літературно-мистецькими об'єднаннями, навчальними закладами, бібліотечними та науковими установами.
Висунення видань на здобуття премії здійснюється з дотриманням законодавства про інтелектуальну власність.
Повторно на здобуття премії можуть висуватися нові оригінальні видання лауреатів премії, але не раніше, ніж через
п'ять років.

## Премія
Авторові (співавторам) виданого твору та видавництву або видавничій організації, що здійснили випуск видання, удостоєного
премії, присвоюється звання лауреата премії. Вручення Диплома лауреата премії здійснюється в урочистій обстановці, як правило, Президентом України.
Диплом лауреата премії видається кожному зі співавторів твору.
Лауреатам премії виплачується грошова частина премії, розмір якої становить 100 тисяч гривень. При цьому 50 відсотків
грошової частини премії виплачується авторові твору (співавторам у рівних частках, якщо інше не передбачено в угоді між ними),
50 відсотків — видавництву або видавничій організації.
Виплата премії здійснюється за рахунок коштів Державного бюджету України на відповідний рік органом, що визначений головним розпорядником коштів Державного бюджету України за відповідними видатками.